# Bijela Loza
Bijela Loza (1910-től 1937-ig Rudolfovac, 1937-től 1991-ig Bela Loza) falu Horvátországban, Eszék-Baranya megyében. Közigazgatásilag Pogorácshoz tartozik.

## Fekvése
Eszéktől légvonalban 33, közúton 39 km-re délnyugatra, községközpontjától 4 km-re északkeletre, Szlavónia középső részén, a Szlavóniai-síkságon, az Eszékről Pogorácsra menő úttól északra, Pogorács és Budimci között fekszik.

## Története
A török uralom alól felszabadult szlavóniai települések 1698. évi kamarai összeírásában egy „Dogocsky” nevű kihalt települést említenek ezen a helyen, Podgoracs északi határában. A mai település gazdasági központként a 20. század elején Rudolfovac néven jött létre Pogorács északi határrészén, a valpói uradalom területén. 1910-ben 27 lakosa volt. Verőce vármegye Nekcsei járásának része volt. Az 1910-es népszámlálás adatai szerint lakosságának 48%-a horvát, 33%-a szerb, 15%-a magyar anyanyelvű volt. Az első világháború után 1918-ban az új szerb-horvát-szlovén állam, majd később (1929-ben) Jugoszlávia része lett. 1937-ben nevét Bela Lozára változtatták. A falu 1991-től a független Horvátországhoz tartozik. 1991-ben lakosságának 92%-a szerb, 3%-a horvát, 1%-a jugoszláv nemzetiségű volt. 2011-ben a falunak 147 lakosa volt.

## Lakossága
| Lakosság változása | Lakosság változása | Lakosság változása | Lakosság változása | Lakosság változása | Lakosság változása | Lakosság változása | Lakosság változása | Lakosság változása | Lakosság változása | Lakosság változása | Lakosság változása | Lakosság változása | Lakosság változása | Lakosság változása | Lakosság változása |
| ------------------ | ------------------ | ------------------ | ------------------ | ------------------ | ------------------ | ------------------ | ------------------ | ------------------ | ------------------ | ------------------ | ------------------ | ------------------ | ------------------ | ------------------ | ------------------ |
| 1857               | 1869               | 1880               | 1890               | 1900               | 1910               | 1921               | 1931               | 1948               | 1953               | 1961               | 1971               | 1981               | 1991               | 2001               | 2011               |
| 0                  | 0                  | 0                  | 0                  | 0                  | 27                 | 77                 | 913                | 796                | 860                | 765                | 503                | 353                | 288                | 207                | 147                |

(1921-ig településrészként, 1931-től önálló településként.)

## Nevezetességei
A Kisboldogasszony tiszteletére szentelt pravoszláv temploma 2014-ben épült. A templomot már 1991-ben elkezdték építeni, de a délszláv háború miatt nem tudták befejezni. A budimci parókiához tartozik.

## Sport
Az NK Ravnica Bijela Loza labdarúgóklubot 2009-ben alapították.